# South-Beach-Diät
Die South-Beach-Diät wurde von dem amerikanischen Kardiologen Arthur Agatston entwickelt. Sie besteht aus sechs Mahlzeiten pro Tag, die aus Frühstück, Snack, Mittagessen, Snack, Abendessen und Dessert bestehen. Die Mahlzeiten sollten so groß sein, dass sie sättigend sind. Die Diät ist in drei Phasen aufgeteilt.

## Phase eins
In der ersten Phase ist der Konsum von Kohlenhydraten komplett eingeschränkt, um den Heißhunger auf Süßigkeiten, Backwaren und stärkehaltige Produkte zu reduzieren. Deshalb muss sowohl auf Brot, Reis, Nudeln, Kartoffeln, Backwaren, Süßigkeiten, Zucker, als auch Obst und Gemüse mit hohem Zuckeranteil (z. B. Mais, Karotten) verzichtet werden. Gemüse wie Broccoli, Blumenkohl, Spinat und Spargel und Fisch sollten jedoch ausreichend verzehrt werden. Phase eins dauert 14 Tage.

## Phase zwei
In der zweiten Phase werden Kohlenhydrate mit einem niedrigen glykämischen Index in den Diätplan aufgenommen, wie etwa Vollkornprodukte, Gemüse und fast alle Früchte. Weiterhin besteht der Verzicht auf Weißbrot, Pasta, Reis, Kartoffeln, Mais, Früchte und Säfte mit hohem Zuckeranteil. Phase zwei dauert so lange an, bis man sein Wunschgewicht erreicht hat.

## Phase drei
Wenn man sein Wunschgewicht erreicht hat, beginnt Phase drei, denn fast alle Kohlenhydrate dürfen verzehrt werden und zwar so lange, bis man wieder an Gewicht zunimmt. Eine zeitliche Begrenzung gibt es hierbei nicht. Somit sieht die South-Beach-Diät eine nachhaltige Ernährungsumstellung vor. Zudem empfiehlt Dr. Agatston täglich leichte sportliche Betätigung, die South-Beach-Diät legt jedoch prinzipiell keinen Fokus auf Sport.

## Vorteile
- Man braucht keine Kilokalorien zu zählen.
- Die Diät fokussiert auf gesunde Kohlenhydrate und ungesättigte Fette.
- Man hat eine große Rezeptauswahl.

## Nachteile
- Man nimmt in Phase eins zu wenig Ballast- und Vitalstoffe (Vitamine) zu sich. Es ist daher notwendig, diese Diät mit verschiedenen Gemüsesorten, Hülsenfrüchten und Kräutern (Salate) zu ergänzen. Des Weiteren ist die Behauptung von Dr. Agatston, in der ersten Phase sei bereits eine Gewichtsreduktion von 4 bis 6 Kilogramm möglich, differenziert zu betrachten, da insbesondere auf dem "Low Carb"-Prinzip basierende Diäten den Menschen zur verstärkten Ausscheidung von Wassereinschlüssen veranlassen.
- Phase zwei kann sehr lange andauern. Es muss daher darauf geachtet werden, die Ernährung durch möglichst große Abwechslung nicht eintönig werden zu lassen.
- Generell gesehen wird im ganzen Diätplan zu wenig auf Sport und Bewegung eingegangen.
- Die Diät ist nicht für Vegetarier und Veganer vorgesehen. Der Fett- und Proteinbedarf muss ggf. durch geeignete Ernährung aus Hülsenfrüchten (Bohnen), Soja, Pilzen, Nüssen etc. gedeckt werden.
- Franz Floss, Bereichsleiter für Untersuchungen beim österreichischen Verein für Konsumenteninformation, äußerte sich über diese und andere „Low-carb“-Diäten wie folgt: „Es ist unverantwortlich, welche Ernährungssünden unter dem Deckmantel der Wissenschaft verbreitet werden.“[1]